# Antamoro (famiglia)
La famiglia Antamoro è un'antica e nobile famiglia romana. Originaria di Porchia di Montalto nelle Marche, si estinse all'inizio del XVII secolo nei Giovannini, che ne assunsero il cognome. Trasferitasi a Roma alla metà del secolo, ottenne nel 1721 il titolo comitale e il 7 maggio 1775 l'aggregazione al patriziato romano; nel 1843, in sostituzione dell'estinta famiglia d'Aste, gli Antamoro furono inseriti tra le famiglie romane coscritte. Ad essi appartennero il cardinale Paolo Francesco Antamoro e, in tempi più recenti, il regista Giulio Cesare, detto "Gant".

## Storia
La famiglia vanta origini leggendarie da Altamoro, re di Samarcanda, di cui narra il Tasso nella Gerusalemme Liberata. Le prime notizie storiche risalgono al XII secolo, in cui la famiglia risulta tra le casate nobili della Marca Picena, con dimora in Porchia di Montalto, dove ancora oggi una via porta il nome della famiglia. Altre fonti la vogliono originaria di Roma e trasferita a Montalto dopo il Sacco di Roma del 1527. Bartolomeo, nobile di Montalto, ultimo maschio della casata, ebbe un'unica figlia femmina, Francesca, andata in sposa il 29 dicembre 1629 a Tommaso di Giovan Battista Giovannini, patrizio di Macerata e nipote di Paolo Emilio Giovannini, primo vescovo di Montalto dal 1586 al 1606 e originario anch'esso di Porchia. Il figlio della coppia, Francesco, si trasferì a Roma nel 1654 e ottenne il diritto ad assumere il cognome della famiglia materna; sposò Maria Francesca Paluzzi, patrizia sabina. L'artefice della fortuna della famiglia fu il figlio Tommaso, celebre avvocato concistoriale, nominato da papa Clemente XII avvocato dei poveri. Costui sposò Elena di Cataldo dei marchesi Belloni e fece edificare la cappella gentilizia in San Girolamo della Carità ai princìpi del Settecento.

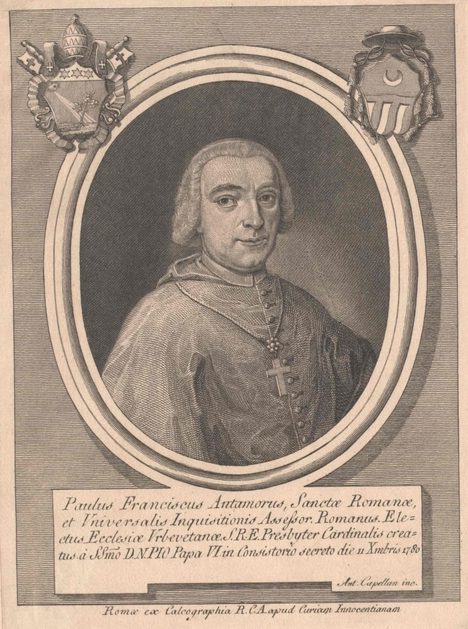
Il cardinale Paolo Francesco Antamoro

Nella generazione successiva si distinsero Filippo, abbreviatore del Parco Maggiore e referendario utriusque Signaturae, poi sposato ad Angela dei conti di Marsciano, patrizia di Orvieto, e Paolo Francesco, che al culmine di una brillante carriera ecclesiastica fu creato cardinale e vescovo di Orvieto nel 1780. Nello stesso anno, il 2 dicembre, lui e tutta la sua famiglia furono aggregati a titolo onorifico al patriziato orvietano; già nel 1775, con senato consulto del 7 maggio, il fratello Filippo, cameriere d'onore di Benedetto XIV e Clemente XIII, era stato aggregato al patriziato romano. Il conte Francesco, figlio di Filippo, che sposò Isabella Giustiniani, fu Priore dei Caporioni ed entrò a far parte della Guardia Nobile per volere di Clemente XIII. Tra i suoi figli, Giuseppe fu canonico di Santa Maria in Via Lata, Filippo fu Conservatore e fu nominato patrizio coscritto il 20 gennaio 1843 in sostituzione dell'ingauna famiglia d'Aste; Luigi, sposato alla contessa Ottavia Ferrari, fu il continuatore della stirpe. Suo figlio Giuseppe Maria, anch'egli Guardia Nobile, fu Conservatore tra il 1846 e il 1847. Nell'Ottocento si ricorda anche l'ecclesiastico Tommaso Maria, canonico di San Pietro e prelato domestico di Sua Santità dal 21 luglio 1856. Ai princìpi del Novecento si mise in luce come pioniere del cinema Giulio Cesare Antamoro, conosciuto anche come "Gant", ricordato soprattutto per il film Christus. A lui è dedicata una via a Roma nella zona di Casal Boccone (porta invece il nome della famiglia una strada in zona Pisana). Nel 1926 Giuseppe Antamoro sposò la quindicenne Alba de Céspedes, di famiglia presidenziale cubana, in seguito scrittrice e intellettuale di prim'ordine nell'ambiente letterario europeo: dal loro matrimonio discende il ramo degli Antamoro-de Cespedes.

## Residenze

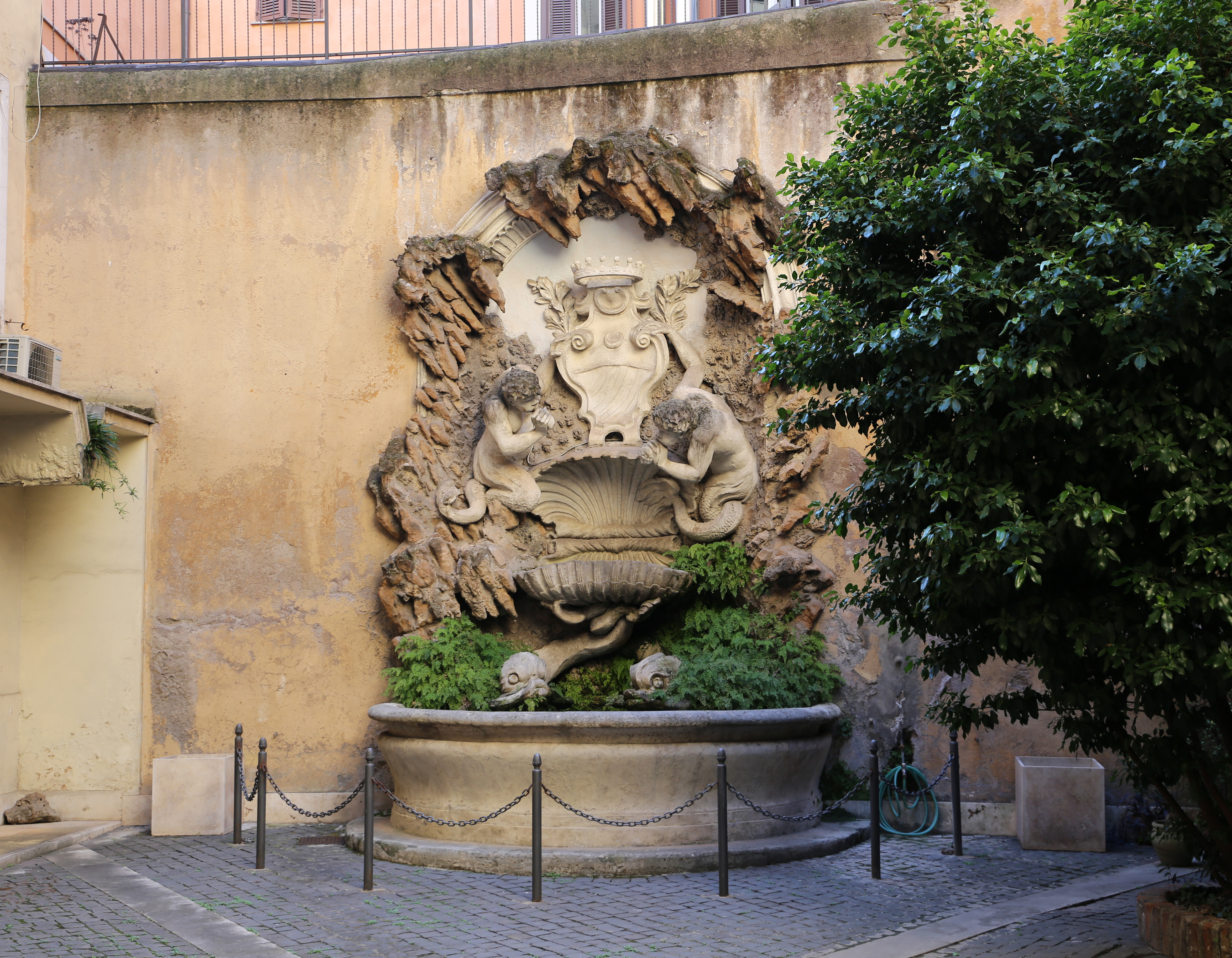
La fontana di palazzo Antamoro

Agli Antamoro appartenne il palazzo in Via della Panetteria 15, già di proprietà degli Strada e acquistato dal cardinale Paolo Francesco a fine Settecento. All'interno, nel cortile, il palazzo ospita una pregevole fontana progettata dal Bernini intorno al 1667, data in cui il papa Clemente IX donò al suo cameriere segreto Paolo Strada per il suo palazzo tre once d'acqua di ritorno del Quirinale, poi aumentate a cinque nel 1669, data del completamento della fontana. Essa presentava inizialmente le armi del papa Rospigliosi, sostituite poi con quelle Antamoro dopo l'acquisto da parte di questi ultimi del palazzo.

## Sepoltura

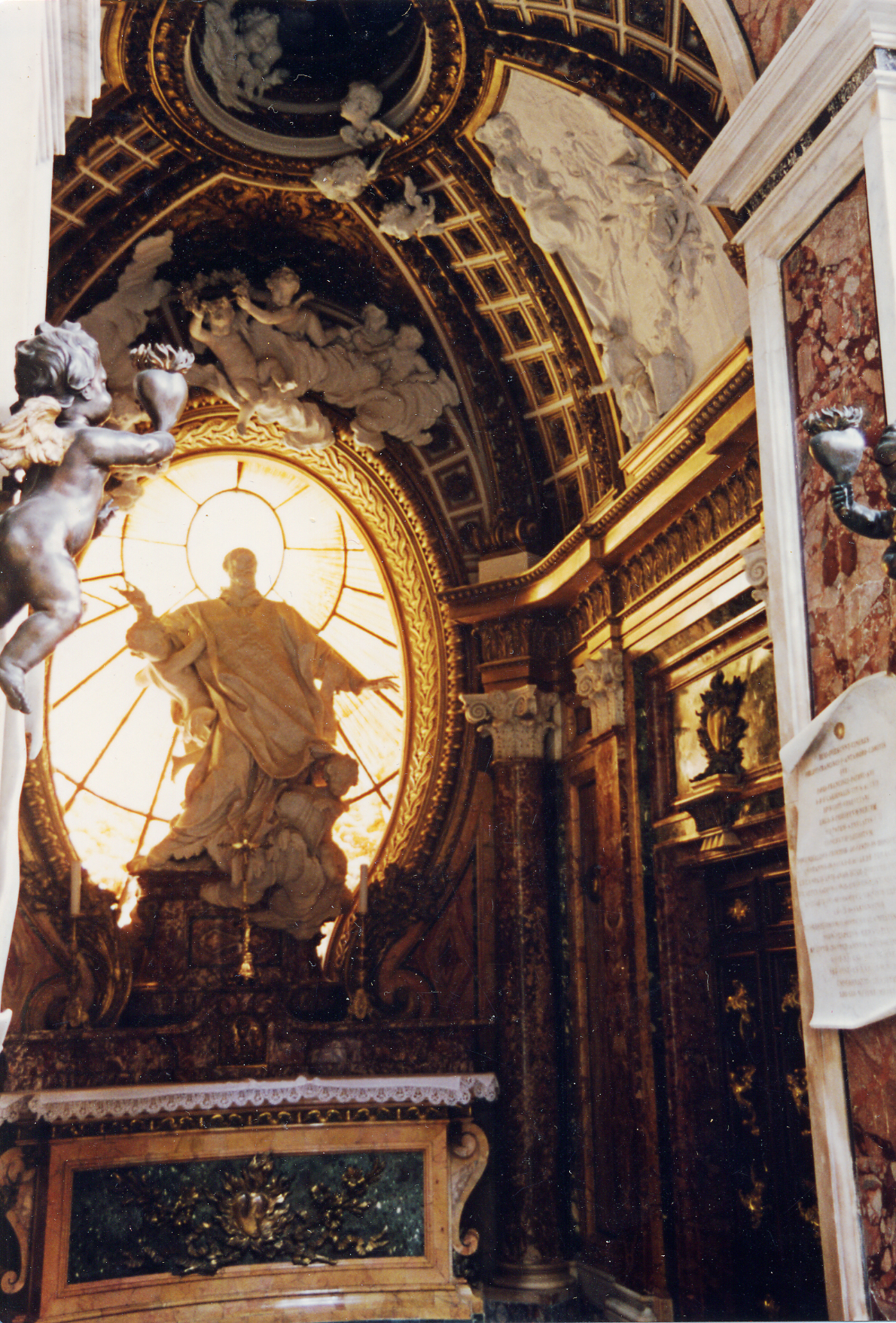
La cappella Antamoro

La cappella Antamoro, dedicata a San Filippo Neri, è sita in San Girolamo della Carità a Roma, nel rione Regola, a sinistra dell'altar maggiore. Il sito dell'edificazione fu acquistato dall'avvocato concistoriale Tommaso il 23 marzo 1703, i lavori furono terminati intorno al 1710. Il pronipote canonico Tommaso Maria finanziò dei restauri nel 1884. La cappella spicca per la ricchezza delle decorazioni: la volta è ornata da stucchi dorati che inquadrano riquadri con storie di San Filippo in stucco bianco, mentre tutta la cappella è ricoperta di marmi pregiati tra i quali il portoro, il giallo e il verde antico, l'alabastro e il diaspro di Sicilia; le porte laterali presentano maniglie e decorazioni a mezzelune in bronzo dorato. L'architettura è tra le poche opere romane dello Juvarra, mentre la scultura sull'altare e i putti reggistemma sull'arco d'ingresso della cappella sono opera di Pierre Legros il Giovane. Le spese per la costruzione della cappella ammontarono alla considerevole somma di quindicimila scudi.

## Stemma
Lo stemma degli Antamoro è: sbarrato d'oro e di nero, al capo d'azzurro, caricato di un crescente d'oro e sostenuto da una fascia dello stesso. Questa versione, da considerarsi quella corretta, è quella maggiormente attestata, ad esempio nelle incisioni con il ritratto del cardinale Paolo Francesco, in dei pezzi di argenteria a lui appartenuti opera di Vincenzo Belli e conservati al Museo Nazionale di Palazzo Venezia e, in ambito monumentale, sull'arco d'ingresso della cappella di San Girolamo della Carità e sulla fontana del cortile del palazzo di Via della Panetteria. In alcuni casi è attestato l'uso dell'alias con delle bande al posto delle sbarre. Sebbene dalle fonti in nostro possesso sia tramandato che Tommaso Giovannini assunse, insieme al cognome, anche le armi della madre Francesca Antamoro, è da notare l'estrema somiglianza dello stemma Giovannini (bandato d'oro e d'azzurro, al capo d'azzurro, caricato di un crescente d'oro e sostenuto da una fascia dello stesso, come attestato nell'Italia Sacra dell'Ughelli, sui paramenti liturgici o sul sepolcro del vescovo Paolo Emilio) con quello usato dagli Antamoro dal Seicento in poi, identico ad eccezione dei colori delle bande (oro e azzurro invece che oro e nero), somiglianza che lascia supporre la prosecuzione dell'utilizzo dell'arma Giovannini da parte della discendenza di Tommaso.